# Bibliothèque Ulpia
La bibliothèque Ulpia (en latin : Bibliotheca Ulpia ou Bibliothecae Templi Traiani) est située sur le forum de Trajan, près de la Basilique Ulpia. Elle est probablement édifiée entre 107 et 112 apr. J.-C., date de l'inauguration du forum de Trajan, et elle a survécu jusqu'au Ve siècle.
Pour un article plus général, voir Forum de Trajan.

## Fonction
Son existence est attestée par Aulu-Gelle qui  dit s'y rendre avec ses amis afin de consulter les édits de préteurs. La bibliothèque contient donc des archives, telles que les édits des préteurs ou les actes des empereurs. Après le IVe siècle, à la suite du pillage de Rome par les Wisigoths (410) puis par les Vandales (455), de nombreux livres furent dispersés ou détruits et les rares livres qui restaient furent transférés dans les thermes de Dioclétien.

## Une localisation incertaine
De récentes fouilles menées par Meneghini entre 1998 et 2000 au nord du forum de Trajan ont conduit à réviser le plan jusque-là admis du forum, tel que modélisé sur la grande maquette de Gismondi. Ces fouilles n'ont en effet trouvé aucune trace du temple du Divin Trajan qui devait fermer l'axe du forum du côté du Champ de Mars. Cette remise en cause du plan général du forum a soulevé des interrogations sur la localisation de la bibliothèque Ulpia.

### Première hypothèse

#### Localisation
Il est possible que les deux bâtiments rectangulaires qui se font face au nord de la basilique Ulpienne aient abrité cette bibliothèque. L'un des bâtiments aurait été destiné aux ouvrages des auteurs latins et l'autre à ceux des auteurs grecs (voir le plan).
Comme la colonne Trajane occupe le centre de la petite cour séparant ces deux bâtiments, on pense que celui destiné aux ouvrages latins a abrité les Commentaires rédigés pendant les guerres daciques. La forme des reliefs, qui s'enroulent en spirale autour du fût de la colonne, est comparable à un volumen déroulé,, ce qui renforce l'identification de ces bâtiments comme bibliothèques.

#### Description
Chaque bâtiment, long de 27 mètres et large de 20 mètres, est couvert d’une charpente. À l'intérieur, une double rangée de colonnes en pavonazzetro d'ordre corinthien, sur podium, encadre des niches qui, sur deux niveaux, peuvent sans doute contenir près de 2000 volumes. Les niches du rang inférieur sont accessibles depuis une plate-forme de trois marches. Sur le mur du fond, en face de l’entrée, un édicule encadré de colonnes de marbre « jaune antique » contient la statue d'une divinité, probablement Minerve. Les murs sont doublés de briques qui absorbent l’humidité, dissimulées sous un revêtement de marbre. Ces briques portent des estampilles datées entre 107 et 115. Par contre, la situation des bâtiments, adossés à la basilique Ulpienne qui ferme le côté sud, ne devait pas permettre un éclairement très important.

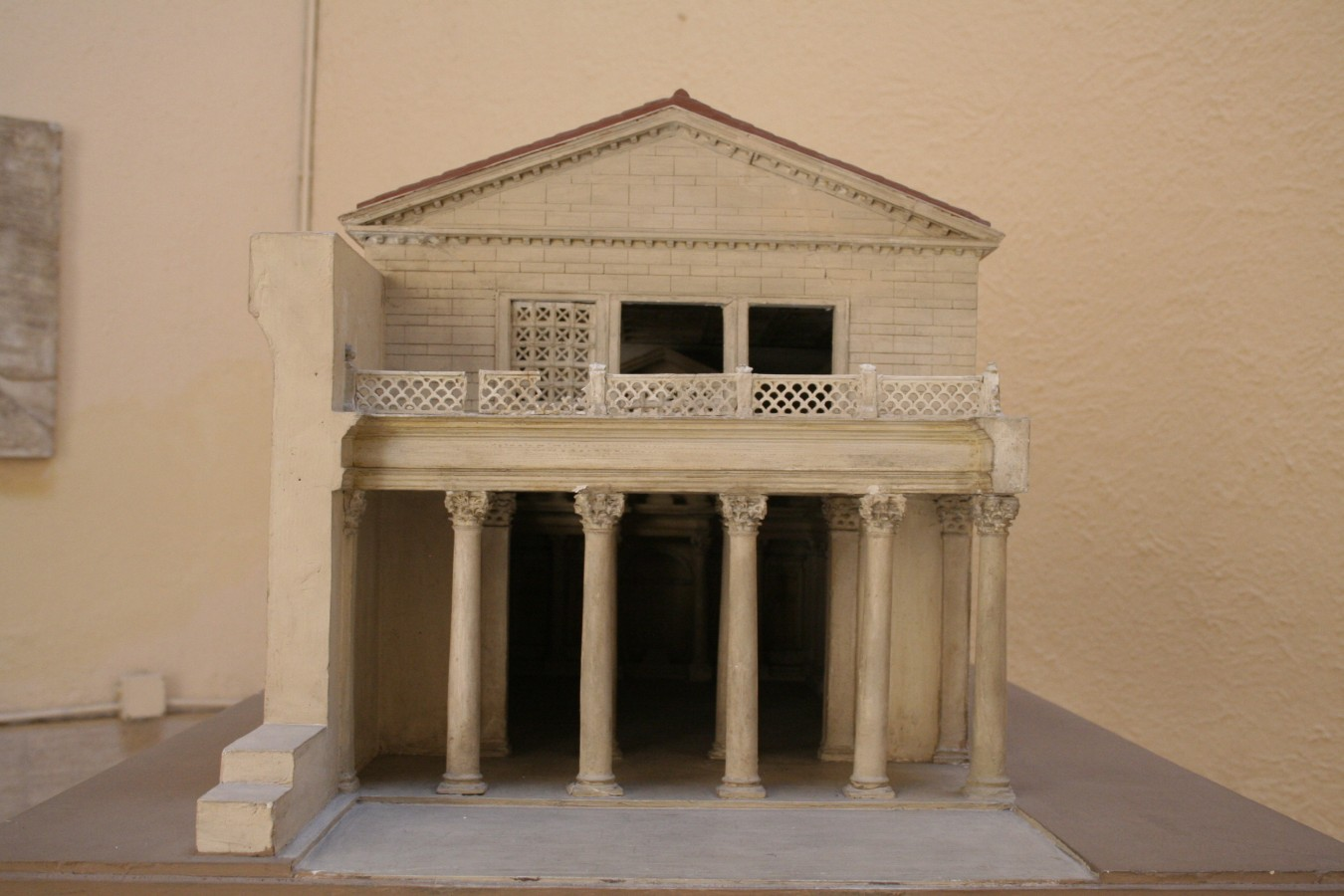
Maquette d'un des bâtiments au nord de la basilique Ulpienne.
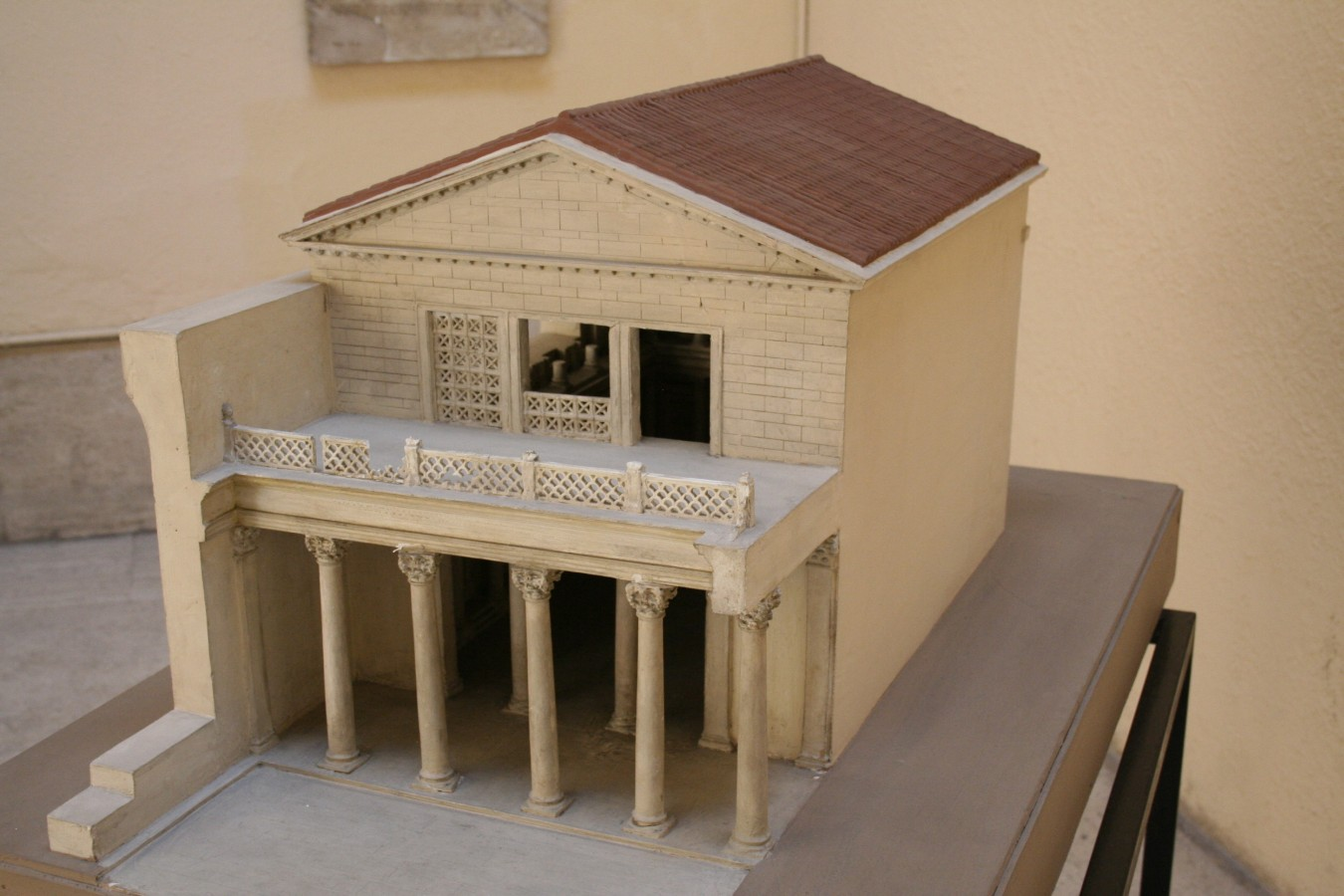
Maquette d'un des bâtiments au nord de la basilique Ulpienne.
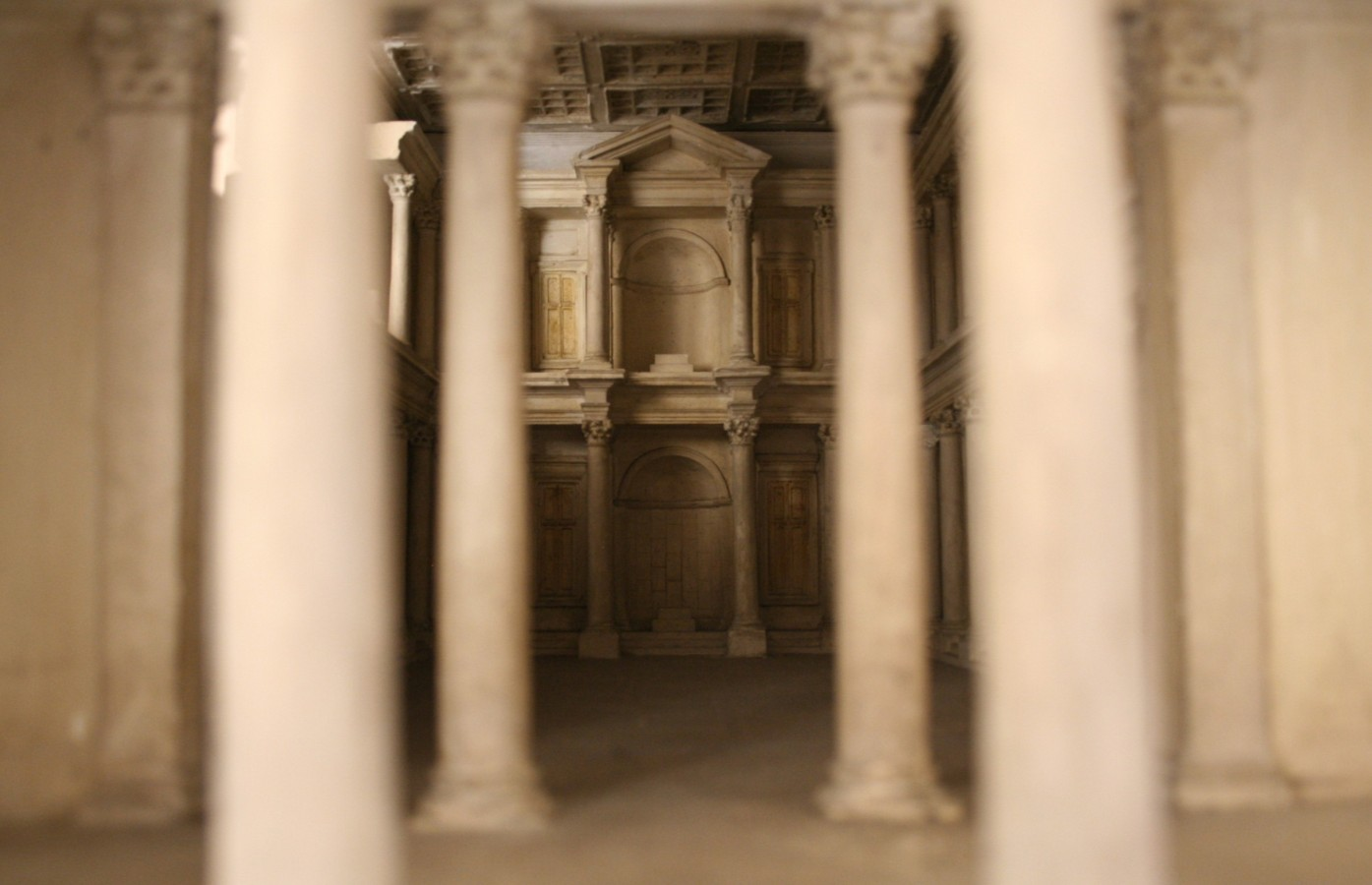
Intérieur de la bibliothèque.

### Deuxième hypothèse

#### Localisation
Une deuxième hypothèse place la bibliothèque dans les exèdres de la basilique Ulpienne. Si on se réfère à un fragment de la Forma Urbis Severiana, l'exèdre au sud-ouest porte la mention « Libertatis », ce qui laisse penser qu'elle abrite l'Atrium Libertatis détruit lors des travaux d'excavation nécessaire pour la construction du forum de Trajan. Or cet atrium, tel que construit par Asinius Pollion, comprenait déjà une bibliothèque.

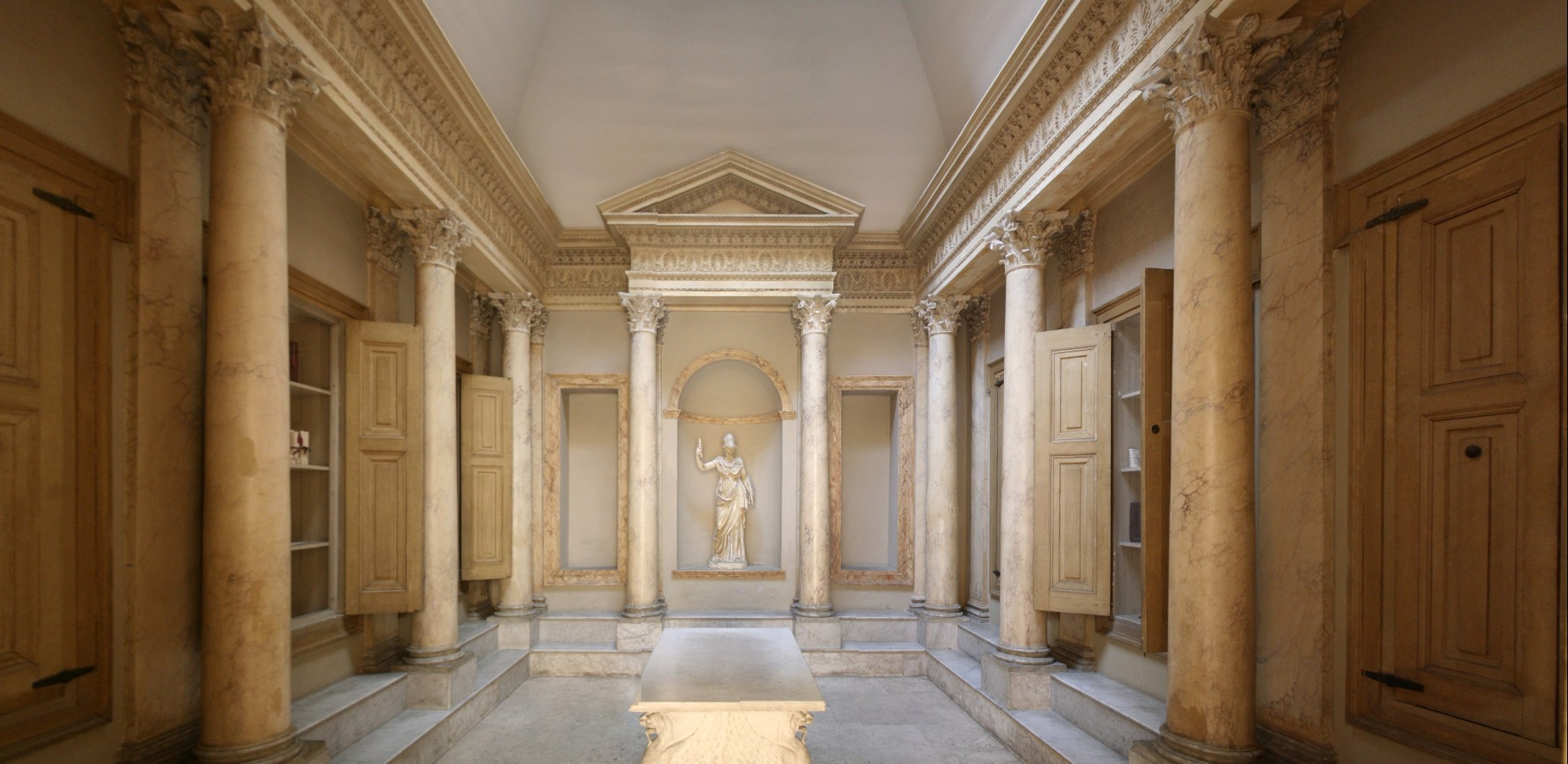
Reconstitution de l'intérieur d'une bibliothèque, musée de la Civilisation romaine.